# Magnesio protoporfirina IX metiltransferasi
La magnesio protoporfirina IX metiltransferasi è un enzima appartenente alla classe delle transferasi, che catalizza la seguente reazione:
S-adenosil-L-metionina + magnesio protoporfirina IX ⇄ S-adenosil-L-omocisteina + magnesio protoporfirina IX 13-metil estere